# Cajazeiras (microregio)
Cajazeiras is een van de 23 microregio's van de Braziliaanse deelstaat Paraíba. Zij ligt in de mesoregio Sertão Paraibano en grenst aan de microregio's Sousa, Piancó, Itaporanga, Barro (CE), Lavras da Mangabeira (CE), Iguatu (CE), Serra de São Miguel (RN) en Pau dos Ferros (RN). De microregio heeft een oppervlakte van ca. 3.423 km². In 2006 werd het inwoneraantal geschat op 161.485.
Vijftien gemeenten behoren tot deze microregio:
- Bernardino Batista
- Bom Jesus
- Bonito de Santa Fé
- Cachoeira dos Índios
- Cajazeiras
- Carrapateira
- Monte Horebe
- Poço Dantas
- Poço de José de Moura
- Santa Helena
- Santarém
- São João do Rio do Peixe
- São José de Piranhas
- Triunfo
- Uiraúna

Mesoregio's: Agreste Paraibano · Borborema · Mata Paraibana · Sertão Paraibano

Microregio's: Brejo Paraibano · Cajazeiras · Campina Grande · Cariri Ocidental · Cariri Oriental · Catolé do Rocha · Curimataú Ocidental · Curimataú Oriental · Esperança · Guarabira · Itabaiana · Itaporanga · João Pessoa · Litoral Norte · Litoral Sul · Patos · Piancó · Sapé · Seridó Ocidental · Seridó Oriental · Serra do Teixeira · Sousa · Umbuzeiro